# Фајтсхеххајм
Фајтсхеххајм (њем. Veitshöchheim) општина је у њемачкој савезној држави Баварска. Једно је од 52 општинска средишта округа Вирцбург. Према процјени из 2010. у општини је живјело 9.938 становника. Посједује регионалну шифру (AGS) 9679202.

## Географски и демографски подаци
Фајтсхеххајм се налази у савезној држави Баварска у округу Вирцбург. Општина се налази на надморској висини од 167–281 метра. Површина општине износи 10,8 km². У самом мјесту је, према процјени из 2010. године, живјело 9.938 становника. Просјечна густина становништва износи 924 становника/km².

## Међународна сарадња
| Мјесто | Држава    | Врста сарадње | Од    |
| ------ | --------- | ------------- | ----- |
| Греве  | Италија   | партнерство   | 1994. |
|        | Француска | партнерство   | 1995. |
| Извор  |           |               |       |